# Herbert Matthews
Herbert Lionel Matthews (Nueva York, 10 de enero de 1900-Adelaida (Australia), 30 de julio de 1977) fue un periodista del New York Times que adquirió renombre internacional al publicar en 1957 una entrevista de gran importancia a Fidel Castro en su campamento guerrillero de Sierra Maestra.

## Biografía
Se graduó en la Universidad de Columbia y se desempeñó como periodista entre 1922 y 1967 en el New York Times. Cubrió, entre otras,  la Conquista italiana de Etiopía siguiendo a las tropas italianas, luego la guerra civil española desde el territorio controlado por la República, y ya en la cincuentena cubrió la Revolución cubana. Ya durante su cobertura en Etiopía fue tachado de "fascista" al reportar sobre el ejército italiano sin rechazar su guerra de agresión, también fue tachado de izquierdista cuando en la guerra de España no ocultó sus simpatías por los republicanos. Posteriormente cubrió la Segunda Guerra Mundial desde Londres y París antes de cubrir noticias desde la India.
Es especialmente conocido por haber publicado en el New York Times, el 17 de febrero de 1957, una entrevista al líder guerrillero Fidel Castro y difundir su lucha contra la dictadura de Fulgencio Batista. Comenzaba así:

Fidel Castro, el líder rebelde de la juventud cubana, está vivo y peleando con éxito en la intrincada Sierra Maestra, en el extremo sur de la Isla.

El gobierno cubano de Fulgencio Batista declaró que la entrevista era falsa y que Castro se encontraba muerto desde poco después de su desembarco en el yate "Granma", pero el New York Times respondió publicando una foto de Matthews con Fidel en su campamento de Sierra Maestra, desmintiendo las declaraciones gubernamentales. Los funcionarios del dictador cuestionaron la actitud del New York Times y la de Matthews por su manera de brindar información sobre la guerrilla, tachándolo de "simpatizar con los rebeldes". De hecho, en el contexto de la Guerra Fría, Matthews reportaba que la revuelta de Castro no tenía relación alguna con el comunismo y que la finalidad de los rebeldes de Sierra Maestra era convocar elecciones multipartidarias en caso de tomar el poder. 
Inclusive en 1960, después que el régimen revolucionario cubano declarase su filiación marxista, Matthews insistía en negar que la revuelta contra Batista hubiera sido "sostenida por comunistas en sus inicios", lo cual le valió el sarcasmo de funcionarios de la CIA y del FBI. El propio Che Guevara declaró a inicios de la década de 1960 que la entrevista de Matthews había sido muy valiosa para los guerrilleros de Castro al mostrar las mentiras de la dictadura de Batista y dar fama al movimiento rebelde. 
Matthews incluso negó en 1961 cualquier "exaltación" a Fidel Castro y su guerrilla en sus reportes, cuando participó en una conferencia de la Inter-American Press Association. En 1967 se retiró del New York Times y se estableció en Australia, donde falleció en 1977. 
En 2006, el periodista del New York Times, Anthony Depalma, escribió el libro El Hombre que inventó a Fidel: Castro, Cuba y Herbert L. Matthews del The New York Times.

## Publicaciones
Herbert Matthews publicó los siguientes libros:
- Matthews, Herbert Lionel (1937). Eyewitness in Abyssinia: With Marshal Bodoglio's forces to Addis Ababa. Carrick & Evans, NY
- Matthews, Herbert Lionel (1938). Two Wars and More to Come, Carrick & Evans, Nueva York,
- Matthews, Herbert Lionel (1957) The Yoke and the Arrows. George Braziller Inc, Nueva York.
- Matthews, Herbert Lionel (1961). The Cuban story. G. Braziller ASIN: B0007DNCMS
- Matthews, Herbert Lionel (1961). El yugo y las flechas: el Alcazar no se rinde
- Matthews, Herbert Lionel (1964). Return to Cuba, Stanford U, Institute of Hispanic American & Luso-Brazilian Studies, A Special. Issue Of ‘Hispanic American Report’ Stanford, Ca
- Matthews, Herbert Lionel (1969). Castro: A Political Biography.  New York: Simon & Schuster
- Matthews, Herbert Lionel (1969). Cuba.  New York: The Macmillan Co. London: Collier-Macmillan
- Matthews, Herbert Lionel (1969). Fidel Castro. Simon & Schuster, Clarion Book New York
- Matthews, Herbert Lionel (1973). Half of Spain Died: A Reappraisal of the Spanish Civil War. New York, Scribner, 1973
- Matthews, Herbert Lionel (1975) Revolution in Cuba: An Essay in Understandings. New York: Charles Scribner’s Sons

### Texto completo de la entrevista de Matthews a Castro
- Texto completo de la entrevista de Herbert Matthews a Fidel Castro, New York Times, 17 de febrero de 1957 Archivado el 12 de marzo de 2007 en Wayback Machine.

- Datos: Q15156